# William Booth

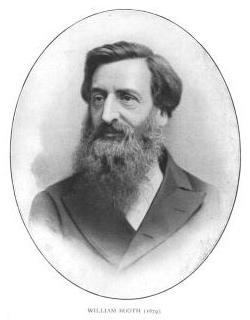
William Booth

William Booth (Sneinton (Nottingham), 10 april 1829 - Hadley Wood (Londen), 20 augustus 1912) was de Britse stichter en de eerste generaal van het Leger des Heils.
Hij was de enige overlevende zoon van Samuel Booth en Mary Moss. Samuel Booth was een rijk man, wiens zaak in zijn latere leven failliet ging. In 1842 overleed zijn vader. Hij liet zijn vrouw en kind arm achter.

## Vroege jaren
Vlak na de dood van zijn vader bekeerde hij zich en werd sterk gelovig. Hij gaf preken in de kerk en op straat, en werd later een evangelist binnen de methodisten. Hij kreeg in 1858 een pastoraat toegewezen in Gateshead waar hij niet blij mee was. Hij wilde zich volledig wijden aan het evangeliseren, en vond dat de taken van het pastoraat hem hierbij in de weg stonden. In 1861 werd zijn verzoek om zich volledig te wijden aan het evangeliseren opnieuw afgewezen en vlak daarna werd hij een onafhankelijk evangelist. Zijn boodschap bleef echter hetzelfde. Hij begon met het uitdelen van soep aan de vele arme mensen in Londen.
Hij trouwde op 16 juni 1855 met Catherine Mumford. Catherine kreeg een steeds belangrijkere rol in de gemeente van het Leger des Heils. Ze was belangrijk in de organisatie en mocht ook vaak preken in de kerk. Zij vond dat vrouwen net zo goed als mannen mochten preken in de kerk. Zij kregen samen acht kinderen:
- Bramwell Booth (8 maart 1856 – 16 juni 1929).
- Ballington Booth (28 juli 1857 – 5 oktober 1940).
- Kate Booth (18 september 1858 – 9 mei 1955).
- Emma Booth (8 januari 1860 – 18 oktober 1903).
- Herbert Booth (16 augustus 1862 – 25 september 1926).
- Marie Booth (4 mei 1864 – 5 januari 1937).
- Evangeline Booth (25 december 1865 – 17 juli 1950).
- Lucy Booth (18 april 1868 – 18 juli 1953).

## De Missie

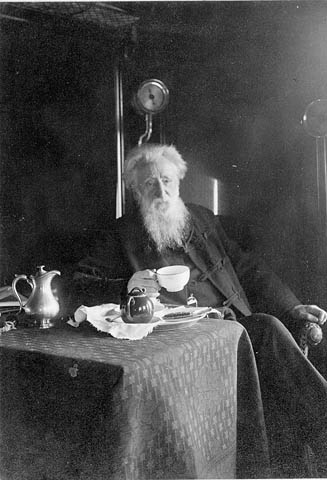
William Booth

In 1865 richtte Booth samen met zijn vrouw de "Christian Mission" op, en hij organiseerde bijeenkomsten in het Londense East End op zondagen, waar ze redding boden aan degenen die het het meest nodig hadden, waaronder alcoholisten, criminelen en prostituees. Hij opende ook een gaarkeuken. In de 19e eeuw was er grote armoede onder de Britse bevolking. 
In 1878 veranderde de naam van de organisatie van een vrijwilligersleger naar The Salvation Army, "Leger des Heils", en ook de structuur werd zoals die in het leger was. William Booth en de andere soldaten in het Leger des Heils trokken ten strijde in hun uniform voor de bijeenkomsten en tegen de armoede. Booth werd de generaal, en de andere evangelisten kregen hun bijbehorende rang met bijbehorende uniform. Een bekende uitspraak van hem was dat hij zou blijven vechten voor de armen zolang er armoede is.
De generaal stichtte posten voor het Leger des Heils in 58 verschillende landen en kolonies, en reisde veel om bijeenkomsten te organiseren. Hij gaf een tijdschrift uit en schreef een aantal boeken. Ook zijn er een aantal liederen van zijn hand. Zijn boek 'In Engelands Donkerste Wildernissen en De Weg ter Ontkoming' werd een bestseller nadat het in 1890 werd uitgebracht.
De meningen over het Leger des Heils en William Booth veranderden uiteindelijk van minachting naar respect, en William ging op bezoek bij koningen, keizers en presidenten. Ook de kranten gebruikten zijn titel "de Generaal" met respect. 
William Booth overleed op 83-jarige leeftijd in 1912. Zijn begrafenis bracht zo veel publieke belangstelling, dat deze vaak werd vergeleken met de begrafenis van een koning. Hij ligt samen met zijn vrouw begraven op de Abney Park Begraafplaats in Londen.